# Mamma Mia!
För filmen, se Mamma Mia! (film).
Mamma Mia! är en brittisk musikal med manus av Catherine Johnson, baserad på ett urval av den svenska popgruppen Abbas sånger från 1970- och 1980-talen.

## Historik
Musikalen hade premiär på Prince Edward Theatre i London den 6 april 1999. Det var då 25 år sedan Abba vann Eurovision Song Contest 1974 på just det datumet. Musikalen flyttade till Prince of Wales Theatre den 9 juni 2004 och spelas på Novello Theatre sedan 6 september 2012.
Ett flertal produktioner av Mamma Mia! har satts upp runt världen, bland annat på Royal Alexandra Theatre i Toronto 2000–2005, på Orpheum Theatre i San Francisco 2000–2001 (senare i Los Angeles och Chicago) med Broadway-premiär 2001 i New York (där den fortfarande spelas 2015), i Hamburg 2002 och i Stockholm (senare Göteborg) 2005–2007. Flera produktioner turnerar över världen.
Musikalen har förutom originalspråket engelska översatts till och framförts på tyska, holländska, japanska, flamländska, koreanska, spanska, svenska, ryska, danska, italienska, portugisiska, indonesiska och kinesiska.
Tom Hanks produktionsbolag spelade under 2007 in en långfilm som bygger på musikalen, se Mamma Mia! (film). I rollerna ses skådespelare som Meryl Streep, Pierce Brosnan, Amanda Seyfried och Stellan Skarsgård.
I juli och augusti 2008 kom Mamma Mia!:s världsturnerande engelskspråkiga föreställning till Sverige och spelade i Scandinavium i Göteborg och Globen i Stockholm. Arenorna byggdes för detta ändamål om till teaterrum för runt 3 000 personer. I december återvände föreställningen till Sverige, och spelade då i Malmö Arena, Malmö. Under 2010 återkom den världsturnerande föreställning till Karlstad, Linköping och Stockholm.

## Musik
Musikalen innehåller många kända Abba-låtar, som "Mamma Mia", "Dancing Queen" och "SOS", men innehåller även Abba-sånger som före musikalens genombrott var mindre kända albumspår, såsom "Slipping Through My Fingers" och "Under Attack".
Musik från många olika uppsättningar har släppts på CD, så även i Sverige. 2005 släpptes en singel från den svenska uppsättningen; Kan man ha en solkatt i en bur (engelsk originaltitel: Slipping Through My Fingers), med sång av Gunilla Backman och Nina Lundseie. Det finns också en studioinspelad CD, Mamma Mia! på svenska, med alla sånger utom "Ge mig, Ge mig, Ge mig". Som bonusspår har "Waterloo" lagts till i slutet av skivan.

## Handling

### Akt I
På den fiktiva grekiska ön Kalokairi förbereder sig 20-åriga Sofie för att gifta sig med sin fästman, Tom. Hon vill att hennes pappa ska leda henne uppför kyrkgången, ("Prolog") men hon vet inte vem han är. Sofie hittar sin mammas gamla dagbok och läser berättelser som beskriver intima dejter med tre män: Sam Birgersson, Terje Andersson och Harry ”Head Banger” Blixt ("Honey, Honey"). Sofie tror att en av de här tre männen är hennes pappa och bjuder, tre månader före bröllopet, i hemlighet under sitt mammas namn in alla tre till bröllopet. Alla tre männen kommer.

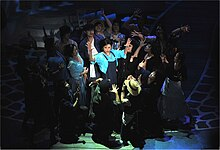
Mamma Mia! (kinesiska versionen).

Donna börjar få gäster till sin taverna. De första som anländer är hennes bästa vänner sedan länge, Tanja, en rik kvinna som har varit gift och skilt sig tre gånger, och Karin, en ogift, bekymmerslös kvinna. Trion utgjorde för tjugo år sedan en sånggrupp som hette "Donna and the Dynamos". De tre kvinnorna träffas och pratar om sina liv. Donna klagar över hur svårt det är att ensam driva tavernan ("Money, Money, Money").
Senare samma dag anländer Sofies tre möjliga fäder: Sam (en arkitekt), Harry (en bankman) och Terje (humoristisk). Sofie övertalar dem att inte berätta för Donna att hon bjudit in dem ("Tack för alla sånger"). Donna blir förvånad över att se sina före detta älskare ("Mamma Mia") och går därifrån i tårar. Donna, som gråter, förklarar situationen för Tanja och Karin och de muntrar upp henne ("Chiquitita"). Tanja och Karin försöker övertyga Donna om att hon fortfarande kan vara den tjej hon en gång var ("Dancing Queen").
Sofie hade hoppats att hon skulle känna igen sin pappa direkt när hon såg honom, men nu är hon bara förvirrad. Hon försöker berätta för sin fästman, Tom, hur hon känner utan att erkänna vad hon har gjort. Tom säger till henne att han kommer att vara den enda man hon någonsin behöver, precis innan hans kompisar överfaller honom och tar honom till sin svensexa ("I tryggt förvar hos mig").
På Sofies möhippa tar Donna och Dynamos på sig sina gamla dräkter och framför en sång ("Super Trouper"). Sam, Terje och Harry råkar komma in på festen och gästerna övertalar dem att stanna ("Ge mig, Ge mig, Ge mig!").
Sofie drar först ut Sam ur rummet för att prata med honom. När han frågar varför han är där överväldigas hon av skuldkänslor och går istället för att prata med Harry. Harry frågar om Sofies pappa är på festen och hon berättar hela sanningen för honom. 
Till sist drar hon Treje åt sidan för att prata med honom. Hon får veta att Terje har en moster som heter Sofia och som lämnade alla sina pengar till Donnas familj. Terje får veta att Donna byggde tavernan med pengar som hon ärvde från en vän som hon bodde med när Sofie var liten, och den vännen var Terjes moster. De tror båda att det betyder att han är hennes far. 
Sofie ber Terje att leda henne uppför kyrkgången, men Terje vill först diskutera det med Donna. Det har ju trots allt varit hennes hemlighet. Ingen vet, inte ens Donna vet, vem som är pappan, eftersom hon låg med de tre männen så snabbt efter varandra. Sofie insisterar på att de inte får berätta något för Donna ("Okej eller nej") och till slut går Terje med på det.
Efteråt kraschar alla möhippan (inklusive killarna från svensexan). Under festen tar Sam Sofie åt sidan och berättar att han har listat ut varför hon bjöd honom. Han vet att han är hennes far och lovar att föra henne till altaret nästa dag. Sedan närmar sig Harry Sofie och ber om ursäkt för att han varit så långsam. Han är också övertygad om att hon är hans dotter och lovar att följa henne till altaret. Sofie lämnar festen, hopplöst förvirrad: hon vill inte säga nej till någon av dem ("Voulez-Vous").

### Akt II
(Entracte) Sofie har en mardröm där hennes tre möjliga fäder alla slåss om rätten att föra henne till altaret och vaknar upp förtvivlad ("Under Attack").
Sofie är upprörd och Donna antar att Sofie vill ställa in bröllopet och erbjuder sig att ta hand om alla detaljer. Sofie blir förolämpad och lovar att hennes barn inte ska växa upp utan att veta vem deras far är. När Sofie stormar ut ur rummet kommer Sam in och försöker säga till Donna att Sofie kanske inte är allt hon verkar vara, men Donna lyssnar inte ("En av oss"). Hon hatar Sam. I slutet av deras affär sa hon att hon aldrig ville se honom igen. Men det verkar som om Sam var den man som Donna brydde sig mest om, och båda önskar att de kunde gå tillbaka till början ("SOS").
På stranden frågar Harry Tanja vad brudens far borde göra inför Sofies bröllop. Tanja förklarar att för hennes del gav hennes far henne råd och betalade sedan. Pepparn, en av killarna som arbetar på Donnas taverna, gör närmanden mot Tanja, men hon avvisar honom ("Väntar inte mamma på dig").
Tom får reda på vad Sofie har gjort när hon bjöd in Sam, Harry och Terje till bröllopet. Han anklagar henne för att vilja ha ett stort vitt bröllop bara för att hon ska kunna ta reda på vem hennes far är. Han är mycket sårad över att hon höll denna plan hemlig för honom. Han stormar iväg precis när Sam kommer in. Sam försöker ge Sofie några faderliga råd genom att beskriva sitt misslyckade äktenskap ("Jag är jag, Du är du"), men Sofie blir inte tröstad.
Harry erbjuder Donna att betala för bröllopet och de minns tillbaka på sin flirt ("Sista sommarn"). Sofie anländer och Donna hjälper henne att klä på sig. Hon kan inte tro att hennes dotter ska bli brud ("Kan man ha en solkatt i en bur"). Donna erkänner att hennes egen mamma försköt henne när hon fick veta att hon var gravid. De försonas och Sofie frågar sin mamma om hon vill följa henne till altaret. Sam anländer och försöker prata med Donna igen, men hon vill inte träffa honom och ber honom att gå. Han vägrar och en bitter konfrontation följer. Donna berättar för Sam att han krossade hennes hjärta, förmodligen när hon fick reda på att han var förlovad ("Vinnaren tar allt"). Det visar sig att de två fortfarande älskar varandra djupt, om än mot Donnas bättre vetande.
Karin gör de sista förberedelserna på tavernan när Terje kommer. Han är upprörd eftersom han har fått ett meddelande om att Donna kommer att föra Sofie till altaret. Terje bekräftar sitt engagemang för singellivet, men Karin har blivit attraherad av honom och uppmanar honom att tänka om ("Tänk det känns som vi"). De är på väg att ha sex på tavernan, men gästerna anländer och Karin blir helt förbluffad.
Bröllopet börjar med att Donna för Sofie till altaret. Innan prästen hinner påbörja ceremonin berättar Donna för alla att Sofies pappa är närvarande. Sofie berättar för sin mamma att hon känner till hennes pappa. Donna inser att Sofie bjöd in dem till bröllopet av just den anledningen. Frågan om Sofies föräldraskap förblir oklar, eftersom ingen av dem har någon aning om huruvida de faktiskt är hennes far. Alla inblandade är överens om att det inte spelar någon roll vem av dem som är hennes biologiska förälder, eftersom Sofie älskar alla tre och de alla är glada över att vara "en tredjedel av en far" och en del av hennes liv till sist. Slutligen avslöjas att Harry, som ofta har hänvisat till sin "andra hälft" i hela showen, har ett homosexuellt förhållande.
Plötsligt avbryter Sofie bröllopet. Hon är inte redo att gifta sig och Tom håller med henne om att hon inte ska gifta sig. Sam tar sin chans och friar till Donna för att förhindra att bröllopsförberedelserna går till spillo. Han förklarar att han älskade henne, även när han lämnade henne för att gifta sig med någon annan. Det avslöjas att han ställde in bröllopet och kom tillbaka till ön, bara för att få höra att Donna var i ett förhållande till en annan man (Terje). Han åkte tillbaka, gifte sig med sin fästmö och fick barn men skilde sig. Donna säger ja ("Jag vill, jag vill, jag vill"). Till slut gifter sig Sam och Donna, och i slutet av kvällen ger sig Sofie och Tom ut på en jordenruntresa ("Jag har en dröm").

### Final
Efter deras sista bugning för publiken framför ensemblen en repris av "Mamma Mia". En repris av "Dancing Queen" följer, under vilken Donna, Tanja och Karin avslöjas iförda färgglada ABBA-inspirerade dräkter. Ensemblen avslutar finalen med "Waterloo", under vilken Sam, Terje och Harry ansluter till resten av ensemblen på scenen i färgglada kostymer som matchar de ledande damerna. Dynamos och papporna bjuder ofta in publiken att klappa, dansa och sjunga med under finalen.

## På svenska

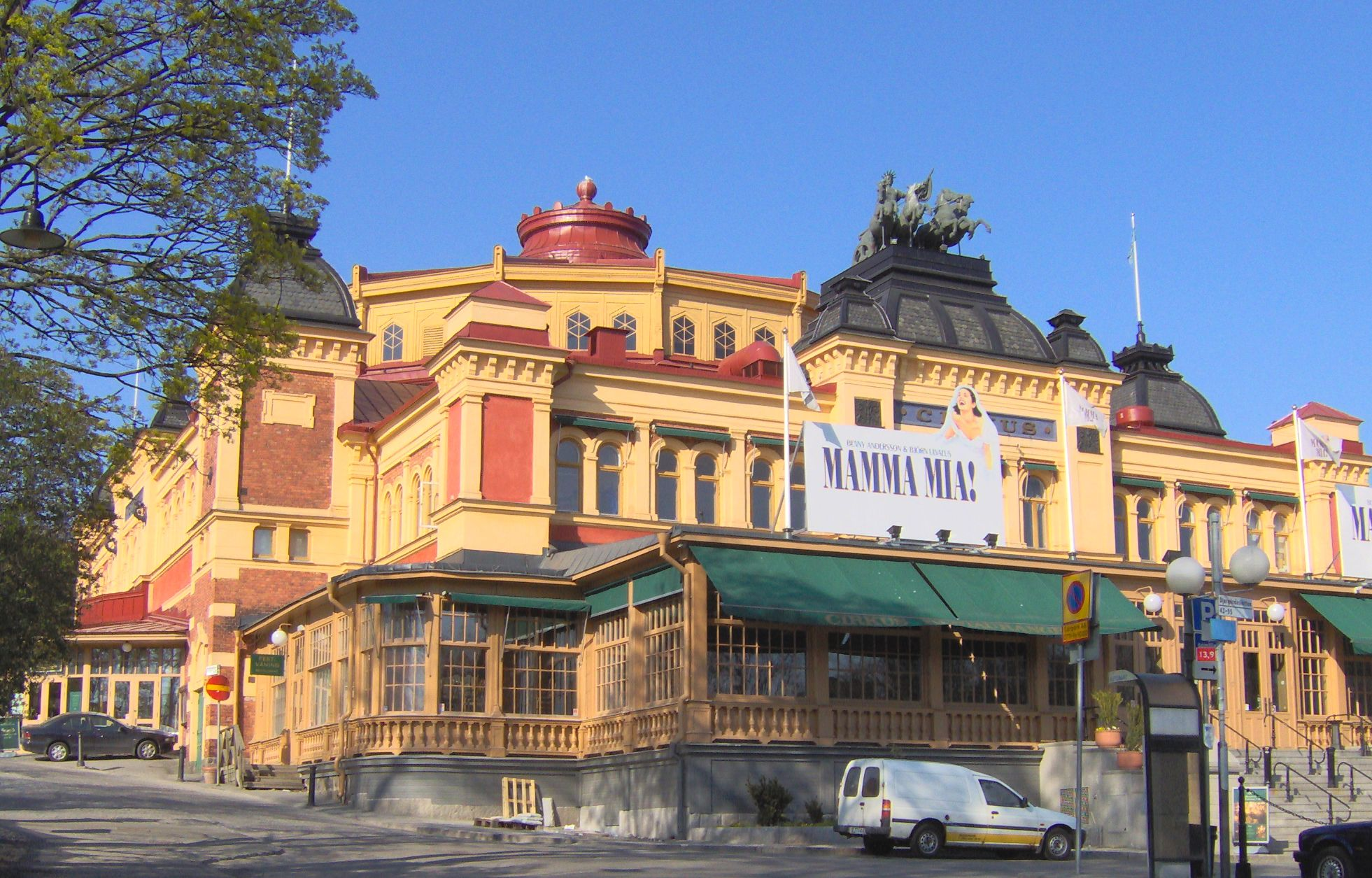
Reklamaffisch för Mamma Mia! på Cirkus i Stockholm våren 2006.

En svenskspråkig version av musikalen hade premiär den 12 februari 2005 på Cirkus i Stockholm där den spelades till och med januari 2007. Sångtexterna översattes av Niklas Strömstedt och Björn Ulvaeus. Manuset är översatt av Peter Dalle. I den svenska uppsättningen medverkade bland andra Gunilla Backman, Nina Lundseie, Bengt Bauler, Reuben Sallmander, Charlotte Strandberg och Sussie Eriksson.
Sista stockholmsföreställningen av Mamma Mia! spelades den 7 januari 2007 klockan 16 med samtliga originalskådespelare. På efterfesten närvarade bland andra Björn Ulvaeus, Benny Andersson, Tommy Körberg och Agnetha Fältskog.
Musikalen sattes också upp i Scandinavium i Göteborg, med start den 9 maj 2007, och 49 föreställningar genomfördes. Samtliga medverkande som varit med i Stockholm följde med till Göteborg. Den sista Mamma Mia!-föreställningen i Göteborg började klockan 16 den 17 juni 2007 med samtliga originalskådespelare och alla i orkestern, utom basisten Rutger Gunnarsson.
Totalt sågs den svenska versionen av Mamma Mia! av 1 002 598 besökare och 555 föreställningar genomfördes.
Hösten 2014 sattes Mamma Mia! upp på Svenska Teatern i Helsingfors, där den spelades fram till 2016.

### Akt I
- Overture
- Prolog/Jag har en dröm (I Have a Dream) – Sofie
- Honey, Honey – Sofie, Moa, Lisa
- Money, Money, Money – Donna
- Tack för alla sånger (Thank You for the Music) – Sam, Harry, Terje, Sofie
- Mamma Mia – Donna
- Chiquitita – Karin, Tanja
- Dancing Queen – Karin, Tanja, Donna
- I tryggt förvar hos mig (Lay All Your Love on Me) – Sofie, Tom
- Super Trouper – Donna and the Dynamos
- Ge mig, Ge mig, Ge mig! (Gimme! Gimme! Gimme! (A Man After Midnight) – Sofie, Sam, Harry, Terje, Ensemble
- Okej eller nej (The Name of the Game) – Sofie, Terje
- Voulez-Vous – Sofie, Sam, Harry, Ensemble

### Akt II
- Entracte/Under Attack – Sofie
- En av oss (One of US)/SOS – Donna, Sam
- Väntar inte mamma på dig (Does Your Mother Know) – Tanja, Pepparn
- Jag är jag, Du är du (Knowing Me, Knowing You) – Sam
- Sista sommaren (Our Last Summer) – Harry, Donna
- Kan man ha en solkatt i en bur (Slipping Through My Fingers) – Donna, Sofie
- Vinnaren tar allt (The Winner Takes it All) – Donna
- Tänk det känns som vi (Take a Chance on Me) – Karin, Terje
- Jag vill, Jag vill, Jag vill (I Do, I Do, I Do, I Do, I Do) – Sam, Donna
- Jag har en dröm (I Have a Dream) – Sofie

## Skådespelare

### Stockholm och Göteborg 2005–2007
| Gunilla Backman      | – Donna    |
| Nina Lundseie        | – Sofie    |
| Reuben Sallmander    | – Sam      |
| Bill Hugg            | – Terje    |
| Bengt Bauler         | – Harry    |
| Charlotte Strandberg | – Tanja    |
| Sussie Eriksson      | – Karin    |
| Niklas Riesbeck      | – Tom      |
| John Ramsten         | – Eddie    |
| Martin Redhe Nord    | – Peppar'n |
| Johanna Eriksson     | – Moa      |
| Jenny Miina          | – Lisa     |
| Mats Nilsson         | – Prästen  |

Följande personer har varit med i Stockholms- eller Göteborgsuppsättningarna, som ensemble, covers, swings eller danskaptener.
- Anna Afzelius
- Tobias Ahlsell
- Anki Albertsson
- Anna Andersson
- Robert Carlsson
- Sara Dahlgren
- Maria Eirefelt
- Ida Högberg
- Hans Johansson
- Sharon Johansson
- Olivia Knyba
- Nicklas Berglund
- Carl Björkell
- Mikael Blomqvist
- Magnus Borén
- Ingrid Kullberg-Bendz
- Jennie Larsson
- Jenny Lindgren
- Thérèse Löf
- Marcus Lönneborg
- Patrik Martinsson
- Emil Nyström
- Robin Olsson
- Martina Pettersson
- Henrik Orwander – som Eddie de två första säsongerna i Stockholm
- Stefan Rundqvist
- Anna Rydgren
- Jesper Sjölander
- Malin Sjöquist
- Cecilia Skarby
- Robert Skowronski
- Theresé Willstedt
- Lisa Östberg – som Moa de två första säsongerna i Stockholm

### Helsingfors 2014–2015
| Mia Hafrén        | – Donna |
| Lineah Svärd      | – Sofie |
| Vallu Lukka       | – Sam   |
| Kristoffer Möller | – Bill  |
| Riko Eklundh      | – Harry |
| Veera Railio      | – Tanja |
| Anna Hultin       | – Rita  |
| Anton Häggblom    | – Tim   |
| Johnny Johansson  | – Eddie |
| Markku Haussila   | – Chili |
| Katariina Lanto   | – Ali   |
| Tara Toya         | – Lisa  |

## Priser och nomineringar
| År   | Pris                       | Kategori                               | Nominering                                     | Resultat  |
| ---- | -------------------------- | -------------------------------------- | ---------------------------------------------- | --------- |
| 1999 | Evening Standard Award     | Ned Sherrin Award för Bästa musikal    | Ned Sherrin Award för Bästa musikal            | Nominerad |
| 2000 | Laurence Olivier Award     | Bästa nya musikal                      | Bästa nya musikal                              | Nominerad |
| 2000 | Laurence Olivier Award     | Bästa skådespelerska i musikal         | Siobhan McCarthy                               | Nominerad |
| 2000 | Laurence Olivier Award     | Bästa biroll i musikal                 | Jenny Galloway                                 | Vann      |
| 2000 | Laurence Olivier Award     | Bästa biroll i musikal                 | Louise Plowright                               | Nominerad |
| 2002 | Grammy Award               | Bästa musikalalbum                     | Benny Andersson, Björn Ulvaeus; Original Cast  | Nominerad |
| 2002 | Tony Award                 | Bästa musikal                          | Bästa musikal                                  | Nominerad |
| 2002 | Tony Award                 | Bästa manus i musikal                  | Catherine Johnson                              | Nominerad |
| 2002 | Tony Award                 | Bästa kvinnliga huvudroll i musikal    | Louise Pitre                                   | Nominerad |
| 2002 | Tony Award                 | Bästa kvinnliga biroll i musikal       | Judy Kaye                                      | Nominerad |
| 2002 | Tony Award                 | Bästa orkestrering                     | Benny Andersson, Björn Ulvaeus and Martin Koch | Nominerad |
| 2002 | Drama Desk Award           | Bästa kvinnliga huvudroll i musikal    | Louise Pitre                                   | Nominerad |
| 2002 | Drama Desk Award           | Bästa kvinnliga biroll i musikal       | Judy Kaye                                      | Nominerad |
| 2002 | Drama Desk Award           | Bästa kvinnliga biroll i musikal       | Karen Mason                                    | Nominerad |
| 2002 | Drama League Award         | Bästa musikal                          | Bästa musikal                                  | Nominerad |
| 2002 | Outer Critics Circle Award | Bästa Broadwaymusikal                  | Bästa Broadwaymusikal                          | Nominerad |
| 2002 | Outer Critics Circle Award | Bästa kvinnliga skådespelare i musikal | Louise Pitre                                   | Nominerad |
| 2002 | Theatre World Award        | Bästa scendebut                        | Louise Pitre                                   | Vann      |
| 2003 | Helen Hayes Award          | Bästa ickelokala musikal               | Bästa ickelokala musikal                       | Nominerad |
| 2003 | Touring Broadway Award     | Bästa musik                            | Benny Andersson and Björn Ulvaeus              | Vann      |
| 2006 | Guldmasken                 | Bästa uppsättning                      | Bästa uppsättning                              | Vann      |
| 2006 | Guldmasken                 | Bästa kvinnliga musikalartist          | Gunilla Backman                                | Vann      |
| 2006 | Guldmasken                 | Bästa manliga biroll                   | Reuben Sallmander                              | Nominerad |
| 2006 | Guldmasken                 | Bästa kvinnliga biroll                 | Charlotte Strandberg                           | Vann      |
| 2006 | Guldmasken                 | Bästa kvinnliga biroll                 | Sussie Eriksson                                | Nominerad |
| 2006 | Guldmasken                 | Bästa regi                             | Paul Garrington                                | Vann      |
| 2006 | Guldmasken                 | Bästa koreografi                       | Anthony van Laast                              | Nominerad |
| 2006 | Guldmasken                 | Bästa scenografi                       | Mark Thompson                                  | Vann      |
| 2006 | Guldmasken                 | Bästa kostym                           | Mark Thompson                                  | Nominerad |
| 2006 | Guldmasken                 | Juryns specialpris                     | Björn Ulvaeus, Benny Andersson, Görel Hansen   | Vann      |

## Källhänvisningar
1. ↑  ”SvD 17 april 2007 – Stellan Skarsgård klar för ”Mamma mia!””. Arkiverad från originalet den 29 september 2007. https://web.archive.org/web/20070929103146/http://www.svd.se/dynamiskt/noje/did_15136450.asp. Läst 6 januari 2024.
2. ↑  Jan-Olov Andersson (13 februari 2005). ”Visst funkar det med svensk text” (på svenska). Nöjesbladet. https://www.aftonbladet.se/nojesbladet/a/kawWwa/visst-funkar-det-med-svensk-text. Läst 17 maj 2025.
3. ↑  "Pressmeddelanden". Arkiverad 3 maj 2016 hämtat från the Wayback Machine. Mamma-mia.fi. Läst 6 januari 2024.